# Гіротеодоліт

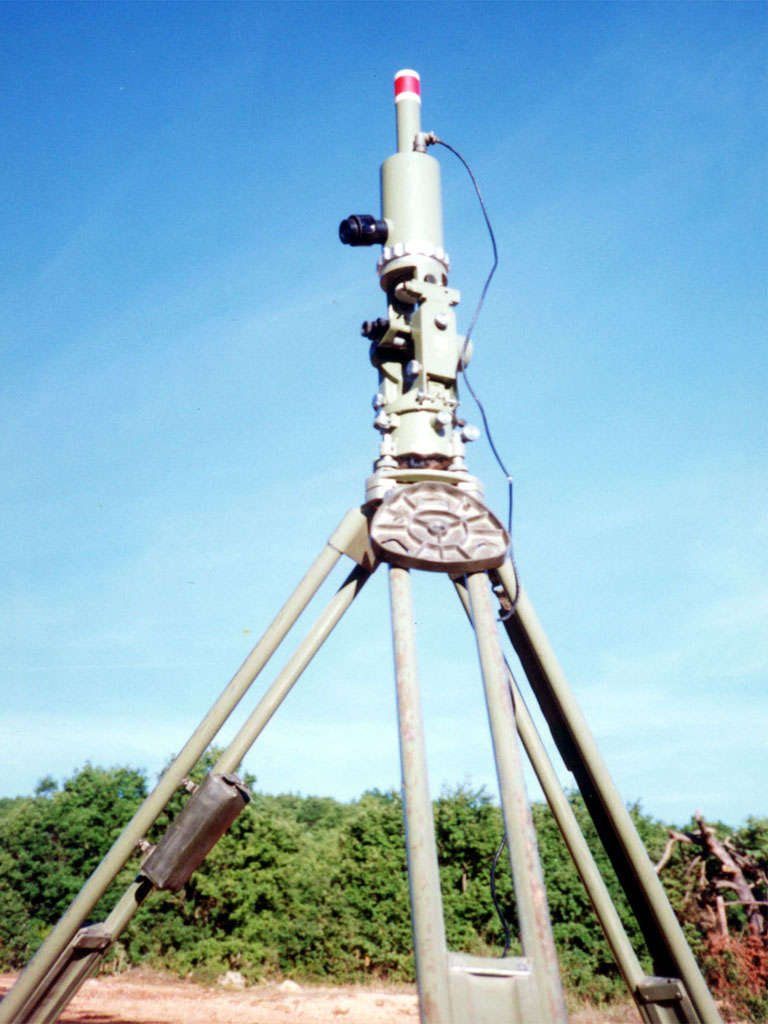

Гіротеодолі́т (англ. gyrotheodolite, нім. Kreiseltheodolit m) — прилад для визначення дирекційних кутів і астрономічних азимутів при проведенні геодезичних і маркшейдерських робіт.
Конструктивно поєднує в собі гіроблок і оптичний теодоліт.
Принцип дії гіротеодоліта аналогічний маркшейдерському гірокомпасу, але, на відміну від нього, гіротеодоліт не є вибухобезпечним і не може застосовуватися в шахтах, небезпечних за газом і пилом.
Гіротеодоліти забезпечують високу точність визначення дирекційних кутів з невеликим періодом прецесійних коли-вань від 7 до 15 хв.
Гіротеодоліт працездатний в широкому діапазоні т-р (±40 °C).